# Карлин, Аугуст
Аугуст Юнатан Карлин (швед. August Jonathan Karlin; род. 9 июня 2003, Лунд, Швеция) — шведский футболист, полузащитник норвежского «Лиллестрёма».

## Клубная карьера
Футболом начал заниматься в команде «Кюркхеддинге». В 12-летнем возрасте перешёл в академию «Мальмё». Выступал за юношескую команду клуба, в том числе в Юношеской лиге УЕФА. В декабре 2021 года подписал с клубом первый профессиональный контракт. В сезоне 2022 года на правах аренды выступал за «Олимпик». В феврале 2023 года отправился в новую аренду до лета в «Йёнчёпингс Сёдру», выступавшую в Суперэттане. В июле аренда была продлена до конца года.
31 января 2024 года перешёл в норвежский «Лиллестрём», с которым заключил контракт, рассчитанный на три года. 14 апреля дебютировал за клуб в чемпионате Норвегии в матче с «Будё-Глимтом», появившись на поле в середине второго тайма.

## Клубная статистика
| Выступление      | Выступление      | Выступление      | Лига | Лига | Кубки | Кубки | Конт. кубки | Конт. кубки | Итого | Итого |
| Клуб             | Лига             | Сезон            | Игры | Голы | Игры  | Голы  | Игры        | Голы        | Игры  | Голы  |
| ---------------- | ---------------- | ---------------- | ---- | ---- | ----- | ----- | ----------- | ----------- | ----- | ----- |
| Олимпик          | Дивизион 1       | 2022             | 27   | 1    | 0     | 0     | 0           | 0           | 27    | 1     |
| Олимпик          | Итого            | Итого            | 27   | 1    | 0     | 0     | 0           | 0           | 27    | 1     |
| Йёнчёпингс Сёдра | Суперэттан       | 2023             | 18   | 2    | 3     | 0     | 0           | 0           | 21    | 2     |
| Йёнчёпингс Сёдра | Итого            | Итого            | 18   | 2    | 3     | 0     | 0           | 0           | 21    | 2     |
| Лиллестрём       | Элитсерия        | 2024             | 8    | 0    | 1     | 0     | 0           | 0           | 9     | 0     |
| Лиллестрём       | Итого            | Итого            | 8    | 0    | 1     | 0     | 0           | 0           | 9     | 0     |
| Всего за карьеру | Всего за карьеру | Всего за карьеру | 53   | 3    | 4     | 0     | 0           | 0           | 57    | 3     |